# Tall, Dark and Handsome
Pour plus de détails, voir Fiche technique et Distribution.
Tall, Dark and Handsome est un film américain en noir et blanc réalisé par H. Bruce Humberstone, sorti en 1941.
Un remake sera tourné en 1950 : Ma brute chérie.

## Synopsis
À la veille de Noël, dans les années 1920 à Chicago. Deux gangsters tuent un petit commerçant qu'ils étaient venus rançonner, mais le commerçant leur tire dessus et tous trois sont tués. Un séduisant chef de gangsters, 'Shep' Morrison, envoie aussitôt un homme de main mettre dans la bouche des cadavres des cigares - sa signature - pour faire croire à la police qu'il est responsable des assassinats. La police se précipite pour arrêter Big Ed dans le grand magasin où il se trouve, mais elle découvre qu'il a un alibi : il était avec une employée au rayon lingerie depuis une heure. Dans le magasin, Big Ed est séduit par une employée, Judy Miller, qui garde les enfants des clients. Pour avoir toutes ses chances avec elle, Morrison se présente à elle comme un père veuf travaillant dans une banque. Il lui propose de l'engager comme gouvernante de ses enfants. Or Morrison est célibataire et sans enfants ; il envoie donc un homme de main, Frosty, pour trouver des gamins qui joueront le rôle de ses enfants. Welch revient avec un seul enfant, Detroit Harry Jr. Mais Judy Miller découvre la supercherie.

## Fiche technique
- Titre : Tall, Dark and Handsome
- Réalisation : H. Bruce Humberstone
- Scénario : Karl Tunberg et Darrell Ware
- Société de production et de distribution : Twentieth Century Fox
- Photographie : Ernest Palmer
- Montage : Allen McNeil
- Musique : Cyril J. Mockridge
- Pays d'origine : États-Unis
- Langue d'origine : anglais
- Format : noir et blanc - 1,37:1 - Mono (Western Electric Mirrophonic Recording)
- Genre : Comédie policière
- Durée : 78 min
- Dates de sortie : 
  - États-Unis : 24 janvier 1941
  - France : 3 juillet 1942

## Distribution
- Cesar Romero : J.J. 'Shep' Morrison
- Virginia Gilmore : Judy Miller
- Charlotte Greenwood : Mme Winnie Sage
- Milton Berle : Frosty Welch
- Sheldon Leonard : Pretty Willie Williams
- Stanley Clements : Detroit Harry Morrison Jr.
- Frank Jenks : Puffy
- Barnett Parker : Quentin
- Marc Lawrence : Louie
- Paul Hurst : Biff Sage
- Frank Bruno : Chick, chauffeur et tueur
- Anthony Caruso : un tueur
- Marion Martin : Dawn
- Leon Belasco : Alfredo Herrera
- Charles D. Brown : Procureur de district
- Addison Richards : Commandant de l'académie militaire
- Charles C. Wilson : Charles, assistant du procureur de district